# Hilarión de Pelecete
Hilarión de Pelecete o Hilarión el Joven (en griego: Ἱλαρίων ὁ νέος; f. 754) fue un monje cristiano bizantino, y un santo de la Iglesia Ortodoxa Oriental.

## Biografía
Hilarion cuando era joven tomó la vida monástica y se convirtió en hegumeno del Monasterio de Pelecete en Bitinia.
Luchó en defensa del culto a las sagradas imágenes, oponente de la iconoclasia bizantina y por ello sufrió prisión, tortura y destierro.
Murió en el 754.
Se atribuyeron milagros a su tumba.
Se ha sugerido que podría ser el abad anónimo de Pelekete que murió en 823, pero este último mantuvo una posición más moderada frente a los iconoclastas y estaba dispuesto a hacerles concesiones.

## Culto
Según el martirologio romano, el día dedicado al santo es el 28 de marzo:

En el monte Olimpo, en Bitinia, san Hilarión, hegúmeno del monasterio de Pelecete, que luchó valerosamente por el culto de las santas imágenes (s. VIII).
Martirologio Romano